# Salvador Távora
Salvador Távora Triano (Sevilla, 3 de abril de 1930-ibíd., 8 de febrero de 2019) fue un actor y director teatral español, renovador del teatro independiente andaluz con el mundo del flamenco.

## Inicios
Távora creció en un barrio popular, el Cerro del Águila, en medio de las dificultades económicas y culturales que siguieron a la guerra civil española. Hizo estudios primarios en la escuela pública de su barrio, y a los 14 años ingresó como aprendiz en los talleres mecánicos de una fábrica de tejidos, en la que aprendió y ejercitó el oficio de soldador eléctrico, al tiempo que ampliaba sus estudios en las clases nocturnas impartidas en la misma fábrica.
Como los demás niños del Cerro se impregna de la vida del barrio, familiarizándose con los cantes por soleá de “El Papero” y los fandangos comprometidos de “El Bizco Amate”, un universo de tonalidades que formalizarán más tarde su concepto del flamenco y de su función social. Satisface su afición al toreo saltando por las noches las tapias del matadero municipal, y apadrinado por Rafael Gómez "El Gallo", Távora adquiere cierto prestigio como matador de novillos, en particular en las plazas de toros de Ubrique, Utrera y La Maestranza sevillana.  En esa época Salvador vivió "experiencias de comunión entre el riesgo y el arte" que luego se reflejaron en su lenguaje teatral.

## Cante y teatro flamenco
Actúa en espectáculos flamencos al uso, y descubre, amargado por el triunfalista panorama folclórico de aquellos primeros años de la década de los 60, que “la realidad de Andalucía andaba por un lado, y sus cantes por otro”. Inicia entonces, en solitario, el intento de una nueva expresión andaluza que, haciendo coral y colectivo el grito angustioso e individual del flamenco, reflejara la situación social de su tierra y la condición de su medio, tropezando con los intereses de las casas discográficas y con la censura. Actúa en tablaos y salas de fiesta, donde es recibido con recelos y actitudes provocativas. Años después, estas canciones o cantes corales: Campesinos tristes, Segaores, Andalucía la que divierte, entre otras, vieron la luz, grabadas por diversos grupos y cantantes, contribuyendo a crear una conciencia andaluza e intentando rescatar la imagen seria de Andalucía.
A finales de la década de 1960 contacta con el crítico teatral José Monleón a través del Teatro Estudio Lebrijano. El resultado final y fruto de su entendimiento será la construcción del espectáculo Quejío y su revelación en el Festival de Teatro de Nancy y en París al frente de La Cuadra, en la primavera de 1972.

## Actor y director teatral
Con esta considerable carga de experiencias artísticas profesionales acumuladas a lo largo de su vida, Távora concibe y elabora, en los últimos meses de 1971, en un pequeño local de su barrio el Cerro del Águila el espectáculo teatral Quejío, donde arremete contra el academicismo. A propuesta de Paco Lira, dueño de “La Cuadra”, donde se albergaron importantes movimientos culturales comprometidos de aquella época, Távora ultima y presenta su trabajo en el mencionado local del que, más tarde, el grupo, por razones de solidaridad política, tomaría su nombre.
Quejío, por mediación de José Monleón, se presentó en Madrid en el Pequeño Teatro del TEI el 15 de febrero de 1972 y alcanzó resonancias internacionales al presentarse en La Sorbona de París. El espectáculo sorprendió por la dignidad de su compromiso social y su singular lenguaje teatral; y, a partir de ese momento, la vida y el nombre de Salvador Távora quedan íntimamente ligados al grupo de teatro La Cuadra de Sevilla.
En el campo del lenguaje teatral, Salvador Távora ha introducido paulatinamente en los escenarios, con singular precisión, al igual que en un ya lejano día lo hizo con los cantes y bailes de Andalucía, el valor poético de las máquinas, de las herramientas, de las frases visuales del color, de la sorpresa y la belleza de los animales, de la armonía del ritmo en los objetos, de la simetría o geometría poética, y una buena parte del universo sonoro y dramático del andaluz, como los pasodobles, las marchas procesionales, las corales populares, el olor de sus rituales, el riesgo o estremecimiento de las corridas de toros, etcétera; todo con la voluntad de dar noticias de la identidad seria de su tierra en particular, y de la sensibilidad de todos los hombres y de todos los pueblos en general.
Távora es reconocido y respetado en su tierra y en los ámbitos internacionales del teatro, por su comprometido trabajo en la búsqueda de la identidad histórica de su país y por las positivas e imprevisibles respuestas que puedan provocar sus productos en el campo social del arte.
Falleció en Sevilla el 8 de febrero de 2019.

## Honores y distinciones
Numerosos premios y distinciones han significado la labor teatral de Salvador Távora y La Cuadra, entre ellos la Medalla de Oro al Mérito en las Bellas Artes (1985), el Premio Andalucía de Teatro (1990), concedido por la Consejería de Cultura de la Junta de Andalucía, y el nombramiento de Andaluz del Año (1993) que la Federación de Entidades Culturales Andaluzas en Cataluña otorgó a Salvador en reconocimiento a su trabajo en pro de la dignificación de los valores culturales de Andalucía. El Ayuntamiento de Sevilla le dedicó una calle en 1996 y el título de Hijo Predilecto en 1997. A petición de las asociaciones de vecinos del barrio en el que está integrado el Polígono Industrial Navisa donde La Cuadra tiene su sede social, concedió asimismo que sus calles fuesen rotuladas con los nombres de todas las obras teatrales concebidas por Távora con su grupo/compañía.

### Galardones de su obra
- 1972
  - Quejío. II Premio de la Crítica en el BITEF IV de Belgrado.
- 1973
  - Quejío. I Premio de la Crítica como mejor espectáculo del año en México.
- 1974
  - Salvador Távora. Premio "Sevillano del año 1974" de la Cadena SER.
- 1979
  - Andalucía Amarga. Mejor espectáculo del Festival Kaaitheater 79 de Bruselas.
- 1983
  - Nanas de espinas. Mejor espectáculo de la temporada 82-83 de la Asociación Independiente de Teatro de Alicante.
- 1984
  - Nanas de espinas. Mejor obra extranjera de la Quincena Internacional de Teatro en Quebec (Canadá).
- 1986
  - Piel de toro. Mejor espectáculo del III Festival de Teatro Ciudad de La Laguna (Tenerife).
  - La Cuadra de Sevilla y Salvador Távora. Medalla de Oro al Mérito en las Bellas Artes.
- 1987
  - Salvador Távora y La Cuadra de Sevilla. Premio a la Universalidad Turística de Sevilla otorgado por el Patronato Provincial de Turismo.
  - Las Bacantes. Premio Ercilla 87 como mejor espectáculo de la temporada concedido por la crítica de Bilbao.
- 1988
  - Alhucema. Premio Ercilla 88 como mejor espectáculo de la temporada otorgado por la crítica de Bilbao.
  - Salvador Távora. Premio "Pablo Iglesias" de Teatro
- 1989
  - Salvador Távora. Distinción Especial del Ateneo Popular de Sevilla.
  - Salvador Távora. Premio "Andaluz del Año 89" concedido por Radio Manantial.
  - Salvador Távora. Premio "Baco" de Teatro en Sanlúcar de Barrameda (Cádiz) por la mejor trayectoria teatral.
- 1990
  - Salvador Távora. Mención Especial por su colaboración en el Festival de Teatro del Mediterráneo en Motril (Granada).
  - Crónica de una muerte anunciada. Premio Celestino Gorostizsa al mejor espectáculo de la temporada concedido por la Unión de Críticos y Cronistas de México.
  - Crónica de una muerte anunciada. Premio de Teatro de la Feria del Sur en Palma del Río (Córdoba).
  - Salvador Távora. Premio "Andalucía de Teatro" concedido por la Consejería de Cultura de la Junta de Andalucía.
- 1991
  - La Cuadra de Sevilla y Salvador Távora. Medalla de Plata de Andalucía otorgada por el Consejo del Gobierno Andaluz por su labor en el campo del teatro.
  - Crónica de una muerte anunciada. Premio "Porto 91" al mejor espectáculo del Festival de Porto (Portugal).
- 1992
  - Salvador Távora. Premio "Almenara" de las Asociaciones Culturales Andaluzas en Cataluña.
- 1993
  - Salvador Távora. Premio de Teatro "Lorca 93" concedido por el CELCIT (Centro Latinoamericano de Creación e Investigación Teatral).
  - Salvador Távora. Premio "Andaluz del Año 1993" concedido por la Federación de Entidades Culturales Andaluzas en Cataluña.
- 1995
  - Salvador Távora. "Caracol de Oro". Homenaje del Ayuntamiento de Lebrija.
  - Salvador Távora. "Racimo de Oro". Ayuntamiento de Trebujena, Fiestas de la Vendimia.
  - Identidades. Premio al mejor espectáculo de la temporada 1994-95 por la Asociación Independiente de Teatro de Alicante.
  - Salvador Távora. Premio Séneca de la Casa de Andalucía del Prat de Llobregat.
- 1996
  - Salvador Távora. Premio Ciudad de Sevilla otorgado por el Ateneo de Sevilla.
  - Salvador Távora y La Cuadra. Mención especial "Compás del Cante", distinción otorgada por la Fundación Cruz Campo.
- 1997
  - Salvador Távora. Premio Molviedro a la Cultura de la Tertulia Sevillana Cultural Molviedro.
  - El Ayuntamiento de Sevilla en sesión plenaria acuerda por unanimidad el Título de Hijo Predilecto a Salvador Távora.
  - Salvador Távora. El pleno del Ayuntamiento de Sevilla acuerda por unanimidad rotular una calle sevillana con el nombre de Salvador Távora.
  - Carmen, ópera andaluza de cornetas y tambores. Premio al mejor espectáculo de la temporada 1996-97 por la Asociación Independiente de Teatro de Alicante.
  - Salvador Távora y La Cuadra. El 21 de octubre, el presidente de la Generalidad de Cataluña Jordi Pujol hace la entrega a Salvador Távora de la Cruz de San Jordi en reconocimiento por su labor con La Cuadra a favor del acercamiento de dos culturas, la catalana y la andaluza, reflejado en su espectáculo Identidades.
- 1999
  - Carmen, ópera andaluza de cornetas y tambores. Premio Max de las Artes Escénicas otorgado por la SGAE a Carmen como el espectáculo con la mayor proyección internacional del año 1998.
  - Salvador Távora. “Yerbabuena de Plata” otorgada por la peña La Debla de la ciudad de Las Cabezas de San Juan (Sevilla).
  - Salvador Távora. Premio Ricardo Huertas en defensa de la libertad de creación artística de su opera Carmen otorgado por votación por la Asociación de Críticos e informadores taurinos de Cataluña.
- 2000
  - Salvador Távora y La Cuadra. Como un hecho solidario y generoso del municipio sevillano, a petición de las asociaciones de vecinos del barrio, todas las calles del polígono industrial Navisa donde La Cuadra tiene su sede social fueron rotuladas con los nombres de todas las obras de Távora con La Cuadra.
  - Salvador Távora. Distinción del Ateneo de Sevilla. Cursos de temas sevillanos.
- 2001
  - Salvador Távora. 1.er premio "Mano a Mano" otorgado por la Asociación el Café de los Artistas de Madrid como homenaje de la Tauromaquia al resto de las artes, y entregado por Julián López “El Juli”.
- 2002
  - Salvador Távora. Medalla de Oro ARTESEVILLA otorgada por la IV edición de ARTESEVILLA, Feria de Arte Contemporáneo.
- 2003
  - La Cuadra de Sevilla. IV premio FIT de Cádiz otorgado por el Festival Iberoamericano de Teatro de Cádiz.
  - Salvador Távora. Trofeo "Importante de Turismo" otorgado por SKAL Club Internacional de Sevilla por la importancia de su labor en la proyección turística de Sevilla.
- 2004
  - Salvador Távora. Nombrado Pregonero Oficial de la Feria y Fiestas de Pedro Romero por el Ayuntamiento de Ronda.
  - Salvador Távora. Distinguido como Socio de Honor del Comité de Agricultura Ecológica de Andalucía por su aportación al prestigio de la Tierra Andaluza.